# Mitoza
Mitoza je postopek delitve celice, značilen za evcite. Nastali hčerinski celici (celici, ki pri deljenju nastaneta) imata enako število istovrstnih kromosomov kot njuna materinska celica (celica, ki se deli) - hčerinski celici sta zato genetsko enaki materinski, sta njena klona. Mnogoceličarjem omogoča mitoza rast in obnavljanje tkiv, enoceličarjem pa nespolno razmnoževanje. Večina evcit, ki se deli po mitozi je »2n« (diploidnih, »n« je število kromosomov, značilnih za vrsto; pri človeku je n=23, torej ima 23*2=46 molekul DNK; kromosomi so v vsaki celici prisotni v homolognih parih, tj. parih kromosomov, od katerih sta po dva in dva enake oblike in velikosti ter nosita istovrstne gene v enakem zaporedju).

## Faze mitoze
Mitoza poteka v več stopnjah (fazah), ki prehajajo ena v drugo: profaza, metafaza, anafaza, telofaza. V obdobju med dvema mitotskima delitvama je celica v interfazi.

### Dogajanje pred jedrno delitvijo (interfaza) (slika I)
Pred začetkom jedrne delitve, v interfazi, se v jedru s pomočjo encimov (ligaza, DNK-polimeraza) podvoji dedni material celice (DNK), kromatinske niti pa se začnejo zvijati v kromosome. V celicah s centriolom (živalske in preprostejše rastlinske celice) se le-ta deli.

### Zgodnja profaza (slika II)
Poteče proces spiralizacije kromosomov: kromosom se najprej zvije v vijačnico, ta pa se še nekajkrat zvije v razne zanke. Vsak kromosom je sestavljen iz dveh enakih podolgovatih delov, imenovanih kromatidi (edn. kromatida), od katerih vsako tvori ena zvita molekula DNK. Kromatidi sta med seboj združeni s centromerom. V citoplazmi v bližini centriolov začnejo nastajati mikrotubuli nastajajočega delitvenega vretena (mikrotubularne strukture, ki omogoča potovanje kromosomov na nasprotna pola celice).

### Pozna profaza (prometafaza)(slika III)
Jedrni ovoj razpade na membranske mešičke, centriola dosežeta pola. Niti delitvenega vretena se zato lahko podaljšajo in se na posameznem kromosomu pritrdijo na kinetohor, tj. skupek beljakovin na centromeru.

### Metafaza (slika IV)
Niti delitvenega vretena povlečejo kromosome na ekvatorialno ravnino celice. Delitveno vreteno je pritrjeno na centromero kromosoma in sicer tako, da je po ena kromatida vsakega kromosoma na vsaki strani ekvatorialne ravnine. Ker so v tej fazi kromosomi najkrajši in najdebelejši, jih je takrat najlažje opazovati.

### Anafaza (sliki V in VI)
Kromatidi se ločita. Pri tem se vsak dvokromatidni (materinski) kromosom razdeli na dva enokromatidna (hčerinska) kromosoma in niti delitvenega vretena ju potegnejo proti nasprotnim polom. Anafaza se preide v telofazo, ko kromosomi dosežejo pol.

### Telofaza (sliki VII in VIII)
Delitveno vreteno postopoma izgine, začne se oblikovati jedrni ovoj. Kromosomi se despiralizirajo do svoje funkcionalne oblike, istočasno pa se znotraj jedra oblikuje jedrce. Praviloma sledi delitev citoplazme.

### Citokineza
Iz razgrajenega delitvenega vretena nastane obroč, ki preščipne citoplazmo v dva enaka dela. To imenujemo delitvena brazda.